# 이민아 (목회자)
이민아(1959년 7월 25일 ~ 2012년 3월 15일~)는 서울특별시에서 태어난 대한민국 출신의 미국 변호사, 검사, 목사이다. 제19대 대한민국 문화부 장관 이어령의 딸이다.

## 학력
- 풍문여자고등학교 (졸업)
- 캘리포니아대학교 헤이스팅스 로스쿨 (졸업)
- 이화여자대학교 영어영문학과 (졸업)

## 생애
이어령과 강인숙 사이에 2남 1녀 가운데 장녀로 태어났다. 아버지 이어령은 이화여자대학교 교수, 어머니 강인숙은 건국대학교 교수, 첫째 남동생 이승무는 영화감독(영화 《워리어스 웨이》연출), 둘째 남동생 이강무는 백석대학교 교수이다.
1978년 이화여자대학교에 입학하여 영문학과 불문학을 복수전공하였고 이후 3년 만에 조기 졸업했다. 1981년 대학을 졸업하던 해에 작가 김한길과 결혼하였고 이후 미국으로 유학을 갔다. 미국에서 첫째 아들 김유진을 낳았고 1986년 이혼했다. 1989년 재혼했고 둘째 아들 장진성, 셋째 아들 장진영, 딸 장재연을 두었다. 1992년 갑상선암 투병과 장진성의 자폐 판정을 겪었다. 2006년 망막박리 증세로 실명위기를 겪기도 했다. 실명 위기를 겪은 후 개신교 목사의 세례를 받았다. 2007년 김유진이 갑자기 혼수상태에 빠진 뒤 19일 만에 사망했다.
미국 헤이스팅스 칼리지에서 영문학 석사 학위를 받았고 로스쿨에서 법학을 전공한 뒤 1986년 변호사 자격증을 취득했다. 1989년부터 로스앤젤레스에서 검사로 근무했고 이후 로스앤젤레스 지역 부장검사까지 역임했다. 검사직 퇴임 후에는 변호사로서 청소년 범죄 예방과 선도에 역점을 두고 활동했다. 청소년 사역에 집중하면서 변호사 생활도 그만두었고 이를 반대한 남편과 이혼했다.
2009년 정식으로 안수를 받으면서 목사가 되었다. 목회자로서 각지에서 신앙 간증 활동을 전개했고 미국, 아프리카, 남미, 중국 등지를 돌며 마약과 술에 빠진 청소년 구제활동에 전념했다. 2011년 위암 말기를 선고 받고 서울 강북삼성병원에서 투병 생활을 하던 중 2012년 3월 15일 사망했다.
저서로는 간증집 《땅끝의 아이들》(2011년), 영성고백서 《땅에서 하늘처럼》(2012년), 《하늘의 신부》(2012년)이 있다.

## 가족 관계
- 아버지 : 이어령 (1933년 12월 29일 ~ 2022년 2월 26일)
- 어머니 : 강인숙 (1933년 10월 15일 ~ )
- 배우자 : 제프 뷰캐넌
  - 아들 : 이딴 뷰캐넌, 루크 뷰캐넌
  - 딸 : 크리스티 뷰캐넌
- 첫째 남동생 : 이승무 (1963년 ~ )
- 둘째 남동생 : 이강무 (1966년 ~ )

## 저서
- 《땅끝의 아이들 (이민아 간증집)》 (시냇가에심은나무, 2011년)
- 《땅에서 하늘처럼 (이민아 영성고백)》 (시냇가에심은나무, 2012년)
- 《하늘의 신부 (이민아 생명나눔)》 (두란노, 2012년)